# Amr Ibrahim Mostafa Seoud
Amr Ibrahim Mostafa Seoud (* 10. Juni 1986 in Dumyat) ist ein ägyptischer Sprinter.
Er spielte in seiner Jugend Fußball und wurde Anfang 2003 für die Leichtathletik entdeckt, als er bei einem nationalen Schulwettkampf auf Anhieb 100 Meter in 10,80 s lief. Nur zwei Monate später wurde er zu den Hallenweltmeisterschaften in Birmingham geschickt, wo er zwar über 60 Meter im Vorlauf ausschied, jedoch mit 6,93 s einen nationalen Juniorenrekord aufstellte. Im Juli erreichte er bei den Weltjugendmeisterschaften in Sherbrooke in seinem ersten Wettkampf überhaupt über 200 Meter das Halbfinale. Über dieselbe Distanz wurde er drei Wochen später afrikanischer Vizejuniorenmeister.
2004 reiste er mit einem Stipendium zum Dekalb International Training Centre in Atlanta, wo er von Innocent Egbunike trainiert wurde. Nach einer Verletzungspause im Sommer wurde er im September arabischer Vizejuniorenmeister über 100 Meter mit dem nationalen Rekord von 10,49 s. Nachdem er bei den Spielen der Frankophonie 2005 über 100 Meter Bronze gewonnen hatte, musste er auf einen Start im Finale über 200 Meter verzichten, weil er an Malaria erkrankte.
Bei den Afrikameisterschaften 2006 in Bambous wurde er Sechster über 100 Meter. Bei den Ägyptischen Meisterschaften siegte er über 100 Meter mit dem nationalen Rekord von 10,48 s und über 200 Meter in windunterstützten 20,75 s.
2007 gelang ihm eine ganze Serie von nationalen Rekorden. Zunächst wurde er arabischer Vizemeister über 100 Meter in 10,45 s. Bei den Panafrikanischen Spielen in Algier stellte er im Halbfinale über 200 Meter mit 20,83 s seinen ersten nationalen Rekord über diese Distanz auf. Im Finale gelang es ihm nicht, diese Leistung zu wiederholen; er wurde Vierter in 21,07 s. Ein weiterer Durchbruch gelang ihm bei der Universiade in Bangkok, wo er über 200 Meter in 20,74 s siegte und sich damit für die zwei Wochen später stattfindenden Weltmeisterschaften in Ōsaka sowie für die Olympischen Spiele 2008 in Peking qualifizierte. Es war die erste Goldmedaille für Ägypten bei einer Universiade. Im Vorlauf von Ōsaka verbesserte er seinen Rekord auf 20,65 s; im Viertelfinale schied er mit 20,72 s aus. Zum Saisonabschluss gelang ihm ein Doppelsieg über 100 und 200 Meter bei den Panarabischen Spielen in Kairo, jeweils wieder mit einer Rekordmarke von 10,38 bzw. 20,64 s (im Vorlauf erzielt).
Im Jahr darauf schied er bei den Hallenweltmeisterschaften 2008 in Valencia trotz eines nationalen Rekords von 6,69 s im Halbfinale aus. Schon im Vorlauf war ihm mit 6,78 s ein Rekord gelungen. Die Afrikameisterschaften in Addid Abeba begannen verheißungsvoll, als er bereits im 100-Meter-Vorlauf die Rekordzeit von 10,35 s lief, jedoch musste er nach dem Halbfinale wegen einer Verletzung auf weitere Starts verzichten. Mit neuen Bestzeiten von 10,33 und 20,62 s reiste er zu den Olympischen Spielen in Peking, wo er über 200 Meter ins Viertelfinale vordrang. Dort allerdings genügte selbst sein neuer Rekord von 20,55 s nicht für ein Weiterkommen.
2009 siegte er bei den Mittelmeerspielen in Pescara über 200 Meter. Bei der Universiade in Belgrad holte er zwei Silbermedaillen über 100 und 200 Meter und stellte über beide Distanzen einen Rekord auf (10,30 s, im Halbfinale erzielt; 20,52 s). Bei seinen Bemühungen, sich auch über 100 Meter für die Weltmeisterschaften in Berlin zu qualifizieren, verletzte er sich den rechten Quadriceps. Er startete dennoch in Berlin über 200 Meter, schied aber im Vorlauf aus.
Im Februar 2010 schrieb er sich in der University of Northern Colorado ein, wo er fortan unter Kevin Galbraith und Karim Abdel Wahab trainierte. Im April gelang ihm bei den Mt. SAC Relays mit 10,22 s ein weiterer Leistungssprung. Bei den Afrikameisterschaften in Nairobi wurde er Vierter über 100 Meter in 10,18 s. Über 200 Meter wurde er der erste männliche Nordafrikaner überhaupt, der über diese Distanz Afrikameister wurde; mit 20,36 s brach er den arabischen Rekord von 20,41 s, den der Katarer Talal Mansour 1994 aufgestellt hatte.
Bei den Weltmeisterschaften 2011 in Daegu beeindruckte er im Vorlauf mit 20,44 s, brach aber kurz danach wegen einer fiebrigen Erkrankung zusammen, die er sich fünf Tage vorher zugezogen hatte. In der Halbfinalrunde, die am selben Tag stattfand, schied er als Letzter seines Laufs aus. Noch nicht ganz genesen trat er neun Tage später bei den Panafrikanischen Spielen in Maputo über 100 Meter an. Im Halbfinale gelang ihm mit 10,13 s ein weiterer Rekord, im Finale siegte er in 10,20 s.
2012 gewann er bei den Afrikameisterschaften Porto-Novo jeweils Silber über 100 und 200 Meter, kam aber bei den Olympischen Spielen in London auf beiden Distanzen nicht über den Vorlauf hinaus. 2013 nahm er an den Mittelmeerspielen in Mersin teil.
Amr Ibrahim Mostafa Seoud ist 1,78 m groß und wiegt 71 kg. Er startet für den Verein Al Ahly und wird von Manager André Thomson betreut.

## Bestleistungen
- 60 m (Halle): 6,69 s, 7. März 2008, Valencia
- 100 m: 10,13 s, 12. September 2011, Maputo (ägyptischer Rekord)
- 200 m: 20,36 s, 1. August 2010, Nairobi (ägyptischer Rekord)